# Берберати
Берберати (фр. Berbérati; санго Bereberäti) — город префектуры Мамбере-Кадеи в Центральноафриканской Республики. Население — 76 918 чел. (по данным 2003 года), 103 713 (2021, оценка).

## История
В начале XX века Берберати находился на территории Убанги-Шари, одной из колоний Французской Экваториальной Африки. В 1911 году был передан Германии, войдя в состав колонии Новый Камерун. В 1916 после победы французов над немцами в Западной Африке в период Первой мировой войны вернулся под контроль Франции.

## Транспорт
Через Берберати проходит транс-африканский автодорожный маршрут  шоссе Триполи-Кейптаун.